# علی‌آباد (کامیاران)
 علی‌آباد (کامیاران)، روستایی از توابع بخش مرکزی شهرستان کامیاران در استان کردستان ایران است.

 معنی خران  به معنای بزرگان می باشد. پیشوند خر  به معنای بزرگ است که ریشه در واژگان آریایی دارد. مانند  خرچنگ : جانوری با چنگ بزرگ یا خرگوش جانوری گوش بزرگ و یا خورشید (خر + شید) به معنای روشنایی بزرگ  و یا خرمالو به معنای آلوی بزرگ.

## جمعیت
این روستا در دهستان بیلوار قرار دارد و براساس سرشماری مرکز آمار ایران در سال ۱۳۸۵، جمعیت آن زیر سه خانوار بوده‌است.